# 7496 Miroslavholub
7496 Miroslavholub este un asteroid din centura principală de asteroizi.

## Descriere
7496 Miroslavholub este un asteroid din centura principală de asteroizi. A fost descoperit pe 27 noiembrie 1995 la Observatorul Kleť de Miloš Tichý. Asteroidul prezintă o orbită caracterizată de o semiaxă mare de 3,10 ua, o excentricitate de 0,34 și o înclinație de 15,2° în raport cu ecliptica.